# Le Retour du docteur X
Série
Docteur X
(1932)
Pour plus de détails, voir Fiche technique et Distribution.
Le Retour du docteur X (The Return of Doctor X) est un film d'horreur et film policier américain en noir et blanc, réalisé par Vincent Sherman sorti en 1939. Ce film à suspense est la suite de Docteur X, réalisé en couleurs en 1932 par Michael Curtiz.

## Synopsis
Walter Barnett, journaliste de presse écrite, découvre le cadavre d'une actrice. Mais le corps est enlevé quand la police survient. Renvoyé de son journal, Barnett poursuit son enquête. Elle va le conduire dans l'univers étrange de certains hôpitaux.

## Fiche technique
- Titre original : The Return of Doctor X
- Titre français : Le Retour du docteur X
- Réalisation : Vincent Sherman
- Scénario : Lee Katz et William J. Makin
- Costumes : Milo Anderson
- Photographie : Sidney Hickox
- Montage : Thomas Pratt
- Musique : Bernhard Kaun
- Production : Bryan Foy, Hall Brent Wallis, Jack L. Warner
- Langue : anglais
- Pays d'origine : États-Unis
- Format : Noir et blanc - 35 mm - 1,37:1 - Mono
- Genre : policier
- Durée : 62 minutes
- Dates de sortie : 
  - États-Unis : 23 novembre 1939
  - France : 25 mai 1945

## Distribution
- Humphrey Bogart (Dr. Maurice Xavier)
- Wayne Morris (Walter Barnett)
- Rosemary Lane (Joan Vance)
- Dennis Morgan (Michael Rhodes)
- John Litel (Francis Flegg)
- Lya Lys (Angela Merrova)
- Huntz Hall (Pinky)
- Charles C. Wilson (Ray Kincaid)
- Vera Lewis (Mrs. Sweetman)
- Creighton Hale (L'hôtelier)
- William Hopper (Un interne)
- John Ridgely (Stanley Rodgers)
- Cliff Saum (Sergent Moran)
- Olin Howland (Un entrepreneur)
- Joseph Crehan (Le rédacteur)
- Glenn Langan (Un interne)
- Nat Carr (Un reporter)
- Frank Mayo (L'attorney)
- Jack Mower (Le policier gardant la chambre)
- Paul W. Panzer (Un employé de l'hôpital)
- Ian Wolfe (Le gardien du cimetière)